# Ле-Майе-де-Монтань
Ле-Майе́-де-Монта́нь (фр. Le Mayet-de-Montagne) — коммуна во Франции, находится в регионе Овернь. Департамент коммуны — Алье. Административный центр кантона Ле-Майе-де-Монтань. Округ коммуны — Виши.
Код INSEE коммуны — 03165.

## Население
Население коммуны на 2008 год составляло 1537 человек.
| 1962 | 1968 | 1975 | 1982 | 1990 | 1999 | 2008 |
| ---- | ---- | ---- | ---- | ---- | ---- | ---- |
| 1577 | 1694 | 1761 | 1664 | 1609 | 1598 | 1537 |

## Экономика
В 2007 году среди 866 человек в трудоспособном возрасте (15—64 лет) 549 были экономически активными, 317 — неактивными (показатель активности — 63,4 %, в 1999 году было 70,0 %). Из 549 активных работали 500 человек (250 мужчин и 250 женщин), безработных было 49 (27 мужчин и 22 женщины). Среди 317 неактивных 116 человек были учащимися или студентами, 114 — пенсионерами, 87 были неактивными по другим причинам.